# Jacques Delpla
Pour les articles homonymes, voir Delpla.
Jacques Delpla, né le 7 mai 1966 à Foix (Ariège) est un économiste français.
Réputé libéral, il est de 1995 à 1997, pendant la présidence de Jacques Chirac, conseiller auprès des ministres Hervé Gaymard, Jean Arthuis et Yves Galland. Il conseille également Nicolas Sarkozy au ministère de l’Économie de mai à novembre 2004, avant de rejoindre la banque BNP Paribas. Il fait partie de la Commission Attali en 2007.

## Biographie

### Jeunesse et études
Élève au lycée Gabriel Fauré de Foix, il obtient le baccalauréat mention bien en juin 1984. 
Il passe ensuite trois ans en classes préparatoires B/L au lycée Henri-IV. Il est reçu 10e en 1987 au concours d'entrée de l'École normale supérieure de la rue d'Ulm. Il décroche une licence de philosophie ainsi qu'une maîtrise d'économie à l'université de la Sorbonne. 
Il est diplômé de l'École nationale de la statistique et de l'administration économique (ENSAE, 1990 - 1992) et agrégé de sciences sociales (1990, classé 5ème), il a également suivi des études d'économie à Harvard entre 1991 et 1992. 

### Parcours professionnel
De 1992 à 1994, il est conseiller économique du gouvernement russe. Résident à Moscou, il travaille dans l'équipe de l'Américain Jeffrey Sachs, du Suédois Anders Åslund (en) et du Français Charles Wyplosz. Il membre du programme européen d’assistance technique aux pays de la Communauté des États indépendants visant à libéraliser l'économie russe.
De juin 1995 à juin 1997, il est conseiller technique au cabinet des ministres des Finances Hervé Gaymard, Jean Arthuis puis Yves Galland.
En avril 1998, il est chef économiste de Barclays Capital Paris, puis de mai à novembre 2004 conseiller économique auprès de Nicolas Sarkozy alors ministre de l'Économie et des Finances. Depuis juin 2005, il est économiste et conseiller sur le marché des capitaux à la BNP Paribas - Banque de Financement et d'Investissement.
Il est membre du Conseil d'analyse économique de 2004 à 2012.
Depuis avril 2007, il tient une chronique mensuelle dans le journal Les Échos sur le thème comment la théorie économique éclaire les débats de politique économique.
En juin 2007, il a été nommé à la Commission pour la libération de la croissance française dite Commission Attali. 

### Parcours dans l'enseignement
Il a été chargé de cours à HEC Paris (1992-2001) et à l'Institut de Sciences politiques (1994).
En novembre 2012, il rejoint le comité de direction du think-tank Droit & Croissance.
Depuis janvier 2013, il est Professeur-associé à la Toulouse School of Economics (TSE).

## Prises de positions
En mai 2010, il publie dans Les Échos un article "Dette bleue et dettes rouges pour sauver l'euro", présentant une idée innovante : diviser juridiquement la dette publique de chaque pays en deux parties.
Lors de l'élection présidentielle de 2017, il apporte son soutien à Emmanuel Macron.

## Source
- Fiche biographique sur le site du Conseil d'analyse économique